# Parafia Miłosierdzia Bożego w Gdańsku
Parafia Miłosierdzia Bożego w Gdańsku – parafia rzymskokatolicka usytuowana w Gdańsku. Należy do dekanatu Gdańsk-Siedlce, który należy z kolei do archidiecezji gdańskiej.
Obecnym proboszczem parafii jest ks. Mikołaj Dacko.